# Taricanus truquii
Taricanus truquii är en skalbaggsart som beskrevs av Thomson 1868. Taricanus truquii ingår i släktet Taricanus och familjen långhorningar.
Artens utbredningsområde är Nicaragua. Inga underarter finns listade i Catalogue of Life.